# Blagoevgradská oblast
Blagoevgradská oblast (bulharsky Област Благоевград) je jedna z oblastí Bulharska. Leží na jihozápadě země a jejím správním střediskem je Blagoevgrad.
Oblast územně téměř koresponduje s bulharskou částí geografické Makedonie, známé jako Pirinská Makedonie (podle místního pohoří Pirin).

## Administrativní dělení
Oblast se administrativně dělí na 14 obštin.

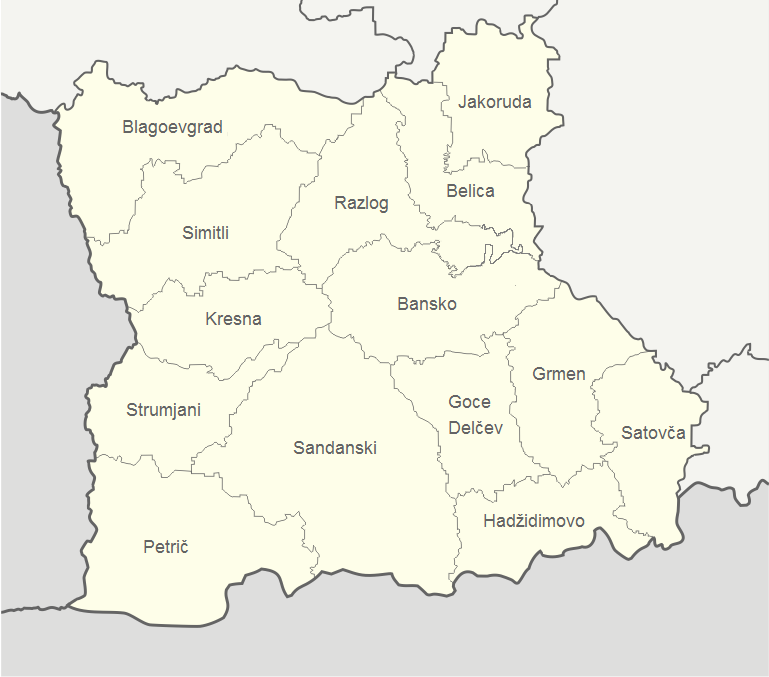
Blagoevgradská oblast

Obština
- Bansko
- Belica
- Blagoevgrad
- Gărmen
- Goce Delčev
- Chadžidimovo
- Jakoruda
- Kresna
- Petrič
- Razlog
- Sandanski
- Satovča
- Simitli
- Strumjani

Sídlo
- Bansko
- Belica
- Blagoevgrad
- Gărmen
- Goce Delčev
- Chadžidimovo
- Jakoruda
- Kresna
- Petrič
- Razlog
- Sandanski
- Satovča
- Simitli
- Strumjani

## Města
Správním střediskem oblasti je Blagoevgrad, kromě sídelních měst jednotlivých obštin, přičemž Gărmen, Satovča a Strumjani městem nejsou, se zde nacházejí města Dobrinište a Melnik.

## Obyvatelstvo
K 15. září 2024 v oblasti žilo 318 074 obyvatel a bylo zde trvale hlášeno 387 290 obyvatel. Podle sčítání 7. září 2021 bylo národnostní složení následující:
- Bulhaři: 236 951 (86.0 %)
- Turci: 14 028 (5.1 %)
- Romové: 12 318 (4.5 %)
- ostatní[p 2]: 12 307 (4.5 %)